# Bronisław Trentowski
Bronisław Ferdynand Trentowski (Opole, 21 gennaio 1808 – 16 giugno 1869) è stato un filosofo e slavista polacco.
Di idee panteiste, sostenne la superiorità della religione pagana paleoslava sul Cristianesimo; su questa base cercò di fondare una filosofia nazionale polacca.
Dopo il fallimento della rivolta del novembre 1830, Trentowski emigrò in Germania dove scrisse una delle sue opere più importanti intitolata "Chowanna, o il sistema pedogogico nazionale", opera in due volumi apparsa nel 1842. Secondo il filosofo, tutte le attività umane devono essere coordinate da un amministratore e costui deve essere "transdisciplinare", cioè una persona che conosca tutti i diversi argomenti di cui si deve occupare. Questa visione filosofica fu esposta nel libro Cybernetka sottotitolata "l'arte di governare una nazione".
Trentowski è ricordato anche per aver coniato il termine intellighentsia.